# Andonios Mastoras
Andonios Mastoras (ur. 6 stycznia 1991) – grecki lekkoatleta specjalizujący się w skoku wzwyż.
Jako szesnastolatek odpadł w eliminacjach mistrzostw świata kadetów, a na olimpijskim festiwalu młodzieży Europy w Belgradzie zajął 5. miejsce. Rok później był szósty na juniorskich mistrzostwach świata w Bydgoszczy. Finalista uniwersjady z Belgradu (2009). W 2012 zdobył srebrny medal mistrzostw Bałkanów. Złoty medalista halowych mistrzostw krajów bałkańskich z początku 2013. Tydzień później został czwartym zawodnikiem halowego czempionatu Europy w Göteborgu. Brązowy medalista młodzieżowych mistrzostw Europy w Tampere (2013). Medalista mistrzostw Grecji oraz reprezentant kraju na drużynowych mistrzostwach Europy.
Rekordy życiowe: stadion – 2,30 (17 czerwca 2014, Ostrawa i 7 lipca 2015, Székesfehérvár); hala – 2,31 (8 marca 2015, Praga).

## Osiągnięcia
| Rok  | Impreza                                 | Miejsce   | Lokata            | Wynik |
| ---- | --------------------------------------- | --------- | ----------------- | ----- |
| 2007 | Mistrzostwa świata juniorów młodszych   | Ostrawa   | el. – 22. miejsce | 2,00  |
| 2007 | Olimpijski festiwal młodzieży Europy    | Belgrad   | 5. miejsce        | 2,08  |
| 2008 | Mistrzostwa świata juniorów             | Bydgoszcz | 6. miejsce        | 2,17  |
| 2009 | Uniwersjada                             | Belgrad   | 12. miejsce       | 2,00  |
| 2009 | Mistrzostwa Europy juniorów             | Nowy Sad  | el. – 16. miejsce | 2,05  |
| 2012 | Mistrzostwa krajów bałkańskich          | Eskişehir | 2. miejsce        | 2,25  |
| 2013 | Halowe mistrzostwa krajów bałkańskich   | Stambuł   | 1. miejsce        | 2,26  |
| 2013 | Halowe mistrzostwa Europy               | Göteborg  | 4. miejsce        | 2,29  |
| 2013 | Superliga drużynowych mistrzostw Europy | Gateshead | 8. miejsce        | 2,15  |
| 2013 | Igrzyska śródziemnomorskie              | Mersin    | 5. miejsce        | 2,21  |
| 2013 | Młodzieżowe mistrzostwa Europy          | Tampere   | 3. miejsce        | 2,26  |
| 2013 | Mistrzostwa świata                      | Moskwa    | el. – 13. miejsce | 2,26  |
| 2014 | Mistrzostwa Europy                      | Zurych    | el. – 21. miejsce | 2,15  |
| 2015 | Halowe mistrzostwa Europy               | Praga     | 2. miejsce        | 2,31  |